# Mikrosociologi
Mikrosociologi är en gren inom sociologin som, till skillnad från mesosociologi och makrosociologi, fokuserar på social interaktion i småskaliga vardagsskeenden.